# Antispastico
Gli antispastici o spasmolitici (o, nella vecchia terminologia medica, antispasmodici) sono una categoria di farmaci che agiscono sull'apparato gastro-enterico in supporto a terapie di cura per disturbi o malattie dell'apparato gastro-intestinale come la sindrome del colon irritabile.
Alcuni antispastici agiscono sulla muscolatura liscia dell'apparato gastro-enterico più precisamente sui plessi nervosi su enzimi (ad es. fosfodiesterasi) facendo diminuire il numero-dolore delle contrazioni.
Il tipo più comune di antispastico di questo tipo è la papaverina o comunque tutte le sostanze papaverinosimili, che agendo direttamente sulla muscolatura liscia ne inducono il rilassamento, oltretutto l'azione impregnante di tale sostanza ne aumenta la durata antispastica.
Altri tipi di spasmolitici invece agiscono sui neurotrasmettitori che hanno un'azione eccitatoria (es. acetilcolina) facendo diminuire dolore e contrazioni.
Questi a differenza dei precedenti non agiscono direttamente a livello muscolare ma a livello neurovegetativo inibendo perciò l'azione del sistema ortosimpatico e parasimpatico che agiscono quasi sempre a livello antagonista, infatti il loro equilibrio origina il giusto tono della muscolatura liscia.
Sono classificabili come farmaci ortosimpaticolitici e parasimpaticolitici.
Il loro impiego è spesso usato a cicli in supporto alla cura dell'apparato gastro-enterico o addirittura a cicli perenni se il disturbo o la malattia venisse definita cronica.